# Fi2 Orionis

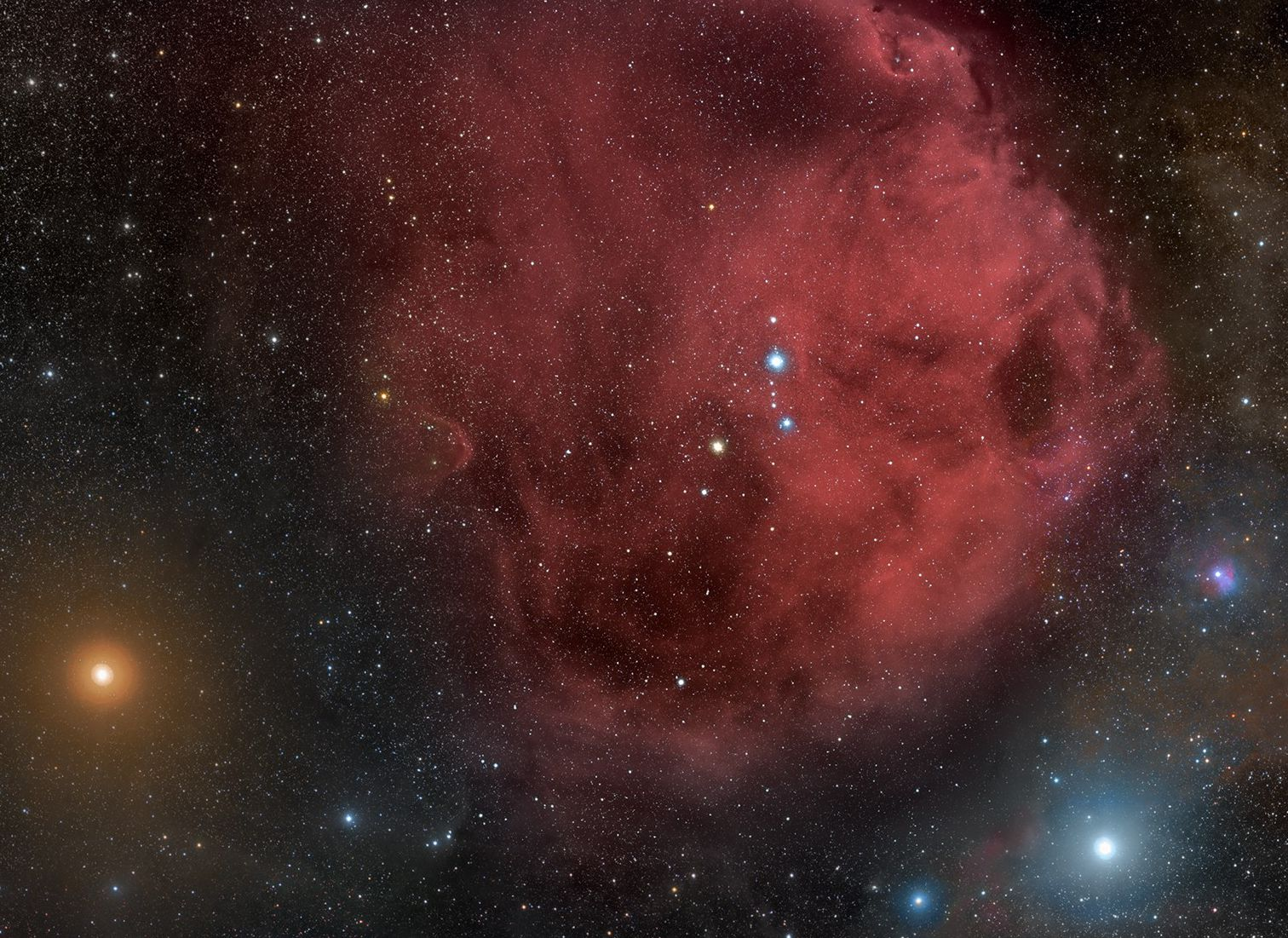
Región de Lambda Orionis, con la estrella Fi2 Orionis en amarillo.

Fi2 Orionis (φ2 Orionis / 40 Orionis / HD 37160) es una estrella en la constelación de Orión de magnitud aparente +4,09.
Se encuentra a 118 años luz del sistema solar.
Fi2 Orionis es una gigante naranja de tipo espectral K0IIIb, catalogada también como posible subgigante de tipo G8III-IV.
Tiene una temperatura efectiva de aproximadamente 4710 K
y brilla con una luminosidad 28 veces mayor que la luminosidad solar.
Su diámetro angular, una vez corregido por el oscurecimiento de limbo, es de 2,20 ± 0,02 milisegundos de arco.
Este valor permite evaluar su diámetro real, resultando ser éste 8,4 veces más grande que el del Sol.
Gira sobre sí misma muy lentamente, hasta el punto que la velocidad de rotación medida es prácticamente cero.
Fi2 Orionis tiene un contenido metálico netamente inferior al solar, con un valor comprendido entre el 22% y el 30% del mismo.
A diferencia del Sol, probablemente es una antigua estrella del disco grueso.
Su masa estimada es un 8% mayor que la masa solar y tiene una edad aproximada de 9210 millones de años.